# Кабаково (Глазовський район)
Кабако́во (рос. Кабаково) — присілок в Глазовському районі Удмуртії, Росія.

## Населення
Населення — 77 осіб (2010; 93 в 2002).
Національний склад станом на 2002 рік:
- удмурти — 99 %

## Урбаноніми[3]
- вулиці — Глазовська, Західна, Молодіжна